# 中央總站 (馬尼拉輕軌)
中央總站位於馬尼拉艾米塔區，屬於馬尼拉輕軌1號線的車站，於1985年5月12日正式啟用。該車站處於安東尼奧·維爾加斯街（Antonio Villegas Street）和獅子路（Lion's Road）路口，緊鄰亞洛塞羅斯森林公園而又名亞洛塞羅斯站（Arroceros station）。

## 周邊設施
車站為1號線在巴石河南岸的首站，周圍環繞許多馬尼拉重要設施。向北可通往亞洛塞羅斯森林公園和馬尼拉大都會劇院，向東可通往大都會初審法院，向南可通往馬尼拉大學、菲律賓司法部、菲律賓教育部、馬尼拉市政廳、SM城市馬尼拉館（SM City Manila）、國家美術館與菲律賓師範大學，向西則通往梅漢花園。

## 車站構造
| 3樓  | 側式月台，車門由右側開啟 | 側式月台，車門由右側開啟         |
| 3樓  | A月台                    | ← 1號線 小費爾南多·波因方向      |
| 3樓  | B月台                    | → 1號線 桑托斯博士方向 →         |
| 3樓  | 側式月台，車門由右側開啟 |                                  |
| 2樓  | 車站大廳                 | 驗票閘門、售票亭、車站控制、商店 |
| 地面 | 街區                     | 商店                             |